# Rox 01
Rox 01 – hybrydowy samochód osobowy typu SUV klasy wyższej produkowany przez chińskie przedsiębiorstwo Rox Motor od 2023 roku.

## Historia i opis modelu

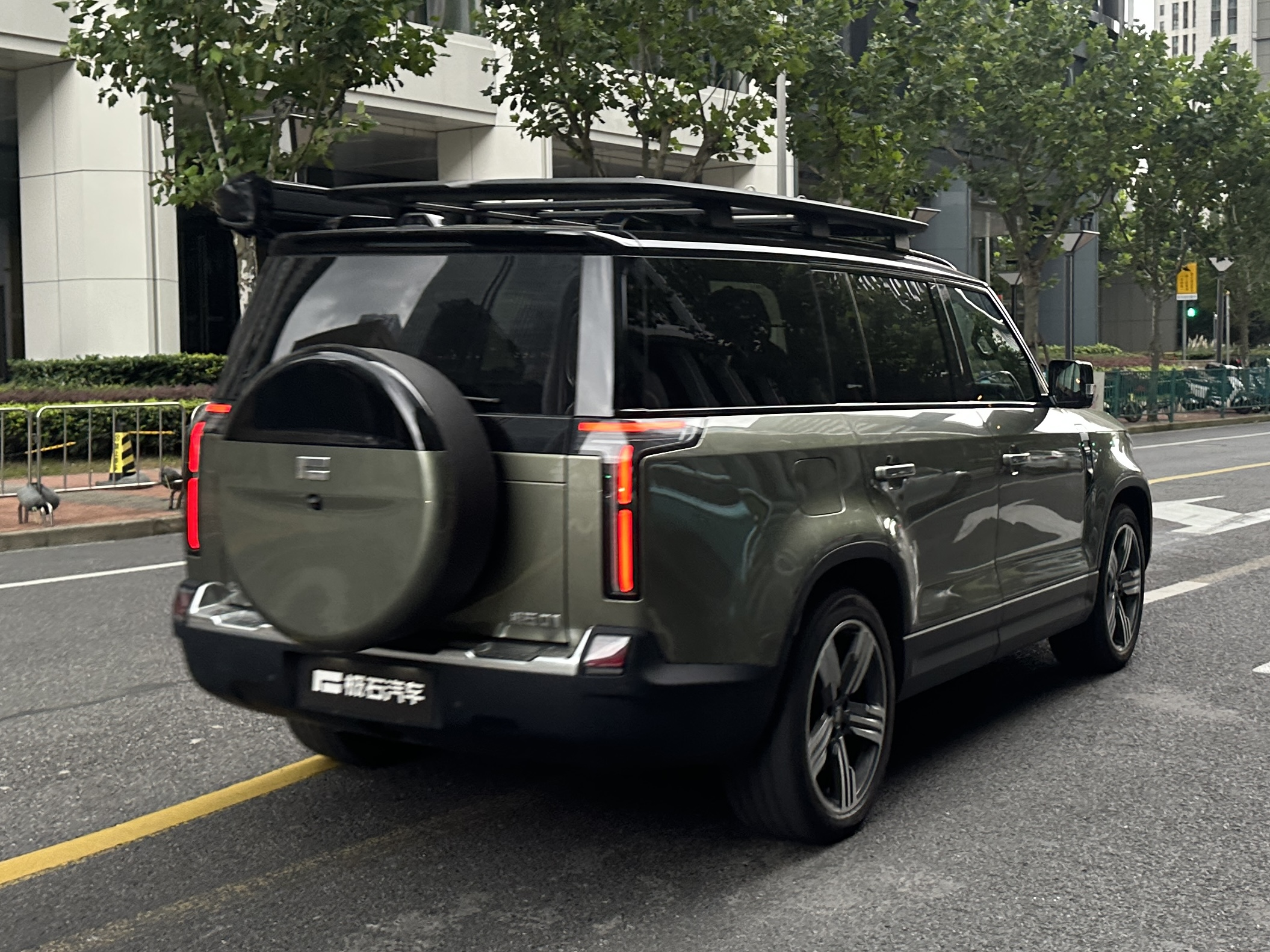
Rox 01 – tył

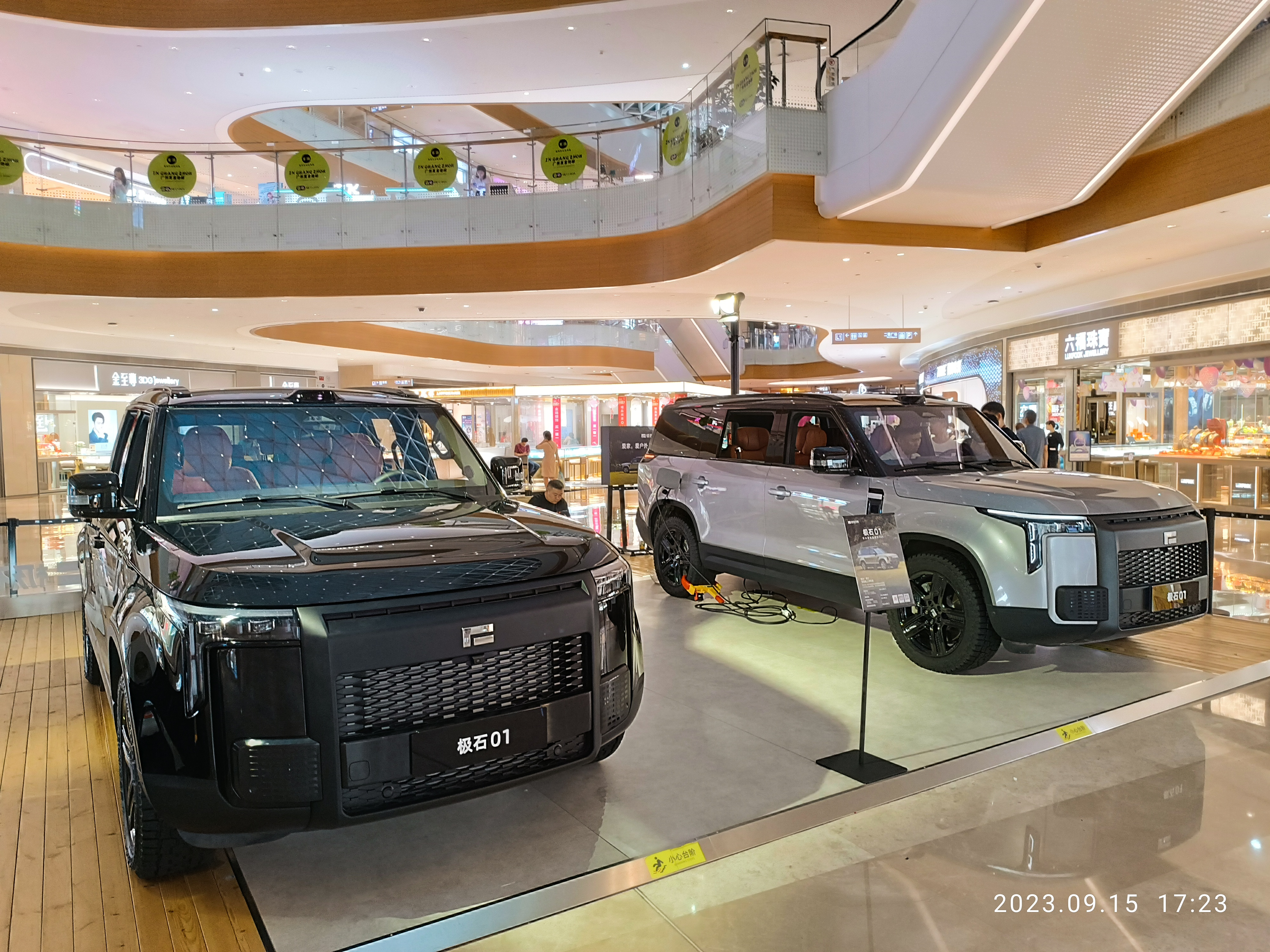
Rox 01 - ekspozycja

Powstały w 2021 roku startup Rox Motor rozpoczął prace nad swoim pierwszym samochodem, którego rozwój wkroczył w zaawansowane stadium w listopadzie 2022 poprzez testy przedprodukcyjnych, zamaskowanych egzemplarzy. Oficjalna prezentacja samochodu pod nazwą Rox 01 miała miejsce w sierpniu 2023. Przyjął on postać dużego, ponad 5-metrowego SUV-a klasy wyższej z projektem stylistycznym autorstwa włoskiego studia Pininfarina.
Samochód utrzymano w charakterystycznych, kanciastych proporcjach wyróżniając się motywem litery "T" zarówno w reflektorach, jak i lampach tylnych. Na klapie bagażnika umieszczono koło zapasowe schowane pod pokrywą, z kolei na krawędzi przedniej szyby znalazł się LiDAR pełniący główną funkcję w zaawansowanym systemie półautonomicznej jazdy. 
Kabina pasażerska została przystosowana do transportu 6 lub 7 pasażerów w 3 rzędach siedzeń, z kolei deska rozdzielcza została utrzymana w typowej estetyce dla współczesnych chińskich samochodów, z jasną beżową tapicerką pokrywającą kokpit, dwoma punktami do indukcyjnego ładowania telefonów oraz centralnym, dotykowym ekranem systemu multimedialnego. Wśród elementów wyposażenia dodatkowego znalazła się instalacja kuchenki do stosowania podczas np. pikników.

### Sprzedaż
Rox 01 powstało początkowo wyłącznie z myślą o rodzimym rynku chińskim. Produkcję zlecono kontraktowo chińskiemu przedsiębiorstwu motoryzacyjnego BAW w Pekinie, która rozpoczęła się pod koniec października 2023. Pierwsze dostawy trafiły do nabywców w kolejnym miesiącu, listopadzie. Rok później Rox Motor rozpoczęło ekspansję na rynki zagranizne, rozpoczynając sprzedaż SUV-a m.in. na Bliskim Wschodzie i Rosji.

### Dane techniczne
Rox 01 to samochód o napędzie spalinowo-elektrycznym, w którym ta pierwsza jednostka pełni funkcję generatora i zapewnia wydłużenie zasięgu samochodu w cyklu mieszanym. Baterie zasila 1,5 litrowy silnik benzynowy o mocy 154 KM, który dostarcza rodzima firma Xinchen China Power współpracująca także m.in. z BMW i konkurencyjnym Li Auto. Razem z dwoma dodatkowymi silnikami elektrycznymi, Rox 01 rozwija łączną moc 470 KM i 740 Nm maksymalnego momentu obrotowego, rozwijając 100 km/h w 5,5 sekundy. Bateria o pojemności 56 kWh dostarczana przez CATL umożliwia 235 kilometrów zasięgu w trybie czysto elektrycznym oraz 1338 kilometrów łącznego zasięgu w trybie mieszanym, spalinowo-elektrycznym.